# Powiat Biberach
Powiat Biberach (niem. Landkreis Biberach) – powiat w Niemczech, w  kraju związkowym Badenia-Wirtembergia, w rejencji Tybinga, w regionie Donau-Iller. Stolicą powiatu jest miasto Biberach an der Riß.
Został powołany w roku 1938, w jego skład weszły 24 gminy ze zniesionego powiatu Laupheim, 14 z powiatu Waldsee, 8 z powiatu Leutkirch i jedna gmina z powiatu Ehingen.
Powiat ten graniczy z następującymi powiatami: Reutlingen, Alb-Donau, Sigmaringen, Ravensburg i bawarskim Neu-Ulm.

## Geografia
Powiat Biberach leży w Górnej Szwabii. Na zachodzie sięga do Jury Szwabskiej, na wschodzie graniczy z Bawarią – naturalną granicę stanowi rzeka Iller.

## Podział administracyjny
W skład powiatu Biberach wchodzi:
- sześć gmin miejskich (Stadt)
- 39 gmin wiejskich (Gemeinde)
- sześć wspólnot administracyjnych (Vereinbarte Verwaltungsgemeinschaft)
- trzy związki gmin (Gemeindeverwaltungsverband)

Miasta:
| Lp. | Nazwa miasta        | Ludność (31.12.2010) | Powierzchnia km² |
| --- | ------------------- | -------------------- | ---------------- |
| 1   | Bad Buchau          | 3.991                | 23,77            |
| 2   | Bad Schussenried    | 8.464                | 55,02            |
| 3   | Biberach an der Riß | 32.394               | 72,16            |
| 4   | Laupheim            | 19.796               | 61,78            |
| 5   | Ochsenhausen        | 8.799                | 59,96            |
| 6   | Riedlingen          | 10.241               | 64,97            |

Gminy wiejskie:
| Lp. | Nazwa gminy               | Ludność (31.12.2010) | Powierzchnia km² |
| --- | ------------------------- | -------------------- | ---------------- |
| 1   | Achstetten                | 4.175                | 23,38            |
| 2   | Alleshausen               | 490                  | 11,31            |
| 3   | Allmannsweiler            | 304                  | 4,10             |
| 4   | Altheim                   | 2.267                | 23,74            |
| 5   | Attenweiler               | 1.736                | 27,21            |
| 6   | Berkheim                  | 2.668                | 24,98            |
| 7   | Betzenweiler              | 698                  | 9,70             |
| 8   | Burgrieden                | 3.619                | 21,87            |
| 9   | Dettingen an der Iller    | 2.336                | 11,14            |
| 10  | Dürmentingen              | 2.587                | 24,09            |
| 11  | Dürnau                    | 454                  | 7,26             |
| 12  | Eberhardzell              | 4.160                | 59,72            |
| 13  | Erlenmoos                 | 1.657                | 24,26            |
| 14  | Erolzheim                 | 3.185                | 26,31            |
| 15  | Ertingen                  | 5.394                | 37,74            |
| 16  | Gutenzell-Hürbel          | 1.827                | 37,86            |
| 17  | Hochdorf                  | 2.139                | 23,77            |
| 18  | Ingoldingen               | 2.630                | 44,24            |
| 19  | Kanzach                   | 464                  | 11,20            |
| 20  | Kirchberg an der Iller    | 1.910                | 18,64            |
| 21  | Kirchdorf an der Iller    | 3.470                | 22,86            |
| 22  | Langenenslingen           | 3.560                | 88,40            |
| 23  | Maselheim                 | 4.373                | 47,02            |
| 24  | Mietingen                 | 4.073                | 26,34            |
| 25  | Mittelbiberach            | 4.030                | 23,68            |
| 26  | Moosburg                  | 173                  | 1,86             |
| 27  | Oggelshausen              | 895                  | 13,12            |
| 28  | Rot an der Rot            | 4.423                | 63,46            |
| 29  | Schemmerhofen             | 7.741                | 50,21            |
| 30  | Schwendi                  | 6.226                | 49,23            |
| 31  | Seekirch                  | 287                  | 5,77             |
| 32  | Steinhausen an der Rottum | 1.921                | 29,88            |
| 33  | Tannheim                  | 2.331                | 27,68            |
| 34  | Tiefenbach                | 525                  | 6,95             |
| 35  | Ummendorf                 | 4.353                | 20,66            |
| 36  | Unlingen                  | 2.429                | 26,87            |
| 37  | Uttenweiler               | 3.570                | 49,78            |
| 38  | Wain                      | 1.539                | 20,14            |
| 39  | Warthausen                | 5.008                | 26,00            |

Wspólnoty administracyjne:
| Lp. | Nazwa wspólnoty administracyjnej | Ludność (31.12.2010) | Powierzchnia km² | Liczba gmin |
| --- | -------------------------------- | -------------------- | ---------------- | ----------- |
| 1   | Bad Schussenried                 | 11.094               | 99,26            | 2           |
| 2   | Biberach an der Riß              | 58.163               | 300,26           | 8           |
| 3   | Laupheim                         | 31.663               | 133,37           | 4           |
| 4   | Ochsenhausen                     | 14.204               | 151,96           | 4           |
| 5   | Riedlingen                       | 30.048               | 315,59           | 7           |
| 6   | Schwendi                         | 7.765                | 63,37            | 2           |

Związki gmin:
| Lp. | Nazwa związku gmin | Ludność (31.12.2010) | Powierzchnia km² | Liczba gmin |
| --- | ------------------ | -------------------- | ---------------- | ----------- |
| 1   | Bad Buchau         | 8.281                | 95,04            | 10          |
| 2   | Illertal           | 13.569               | 103,93           | 5           |
| 3   | Rot-Tannheim       | 6.754                | 91,14            | 2           |